# Ramon Casas
Pour les articles homonymes, voir Casas.
Ramon Casas i Carbó, né le 4 janvier 1866 à Barcelone, et mort le 29 février 1932 dans la même ville, est un peintre et affichiste espagnol, promoteur du modernisme catalan. Il est surtout connu pour ses portraits et caricatures de l’élite catalane, espagnole et française.

## Biographie

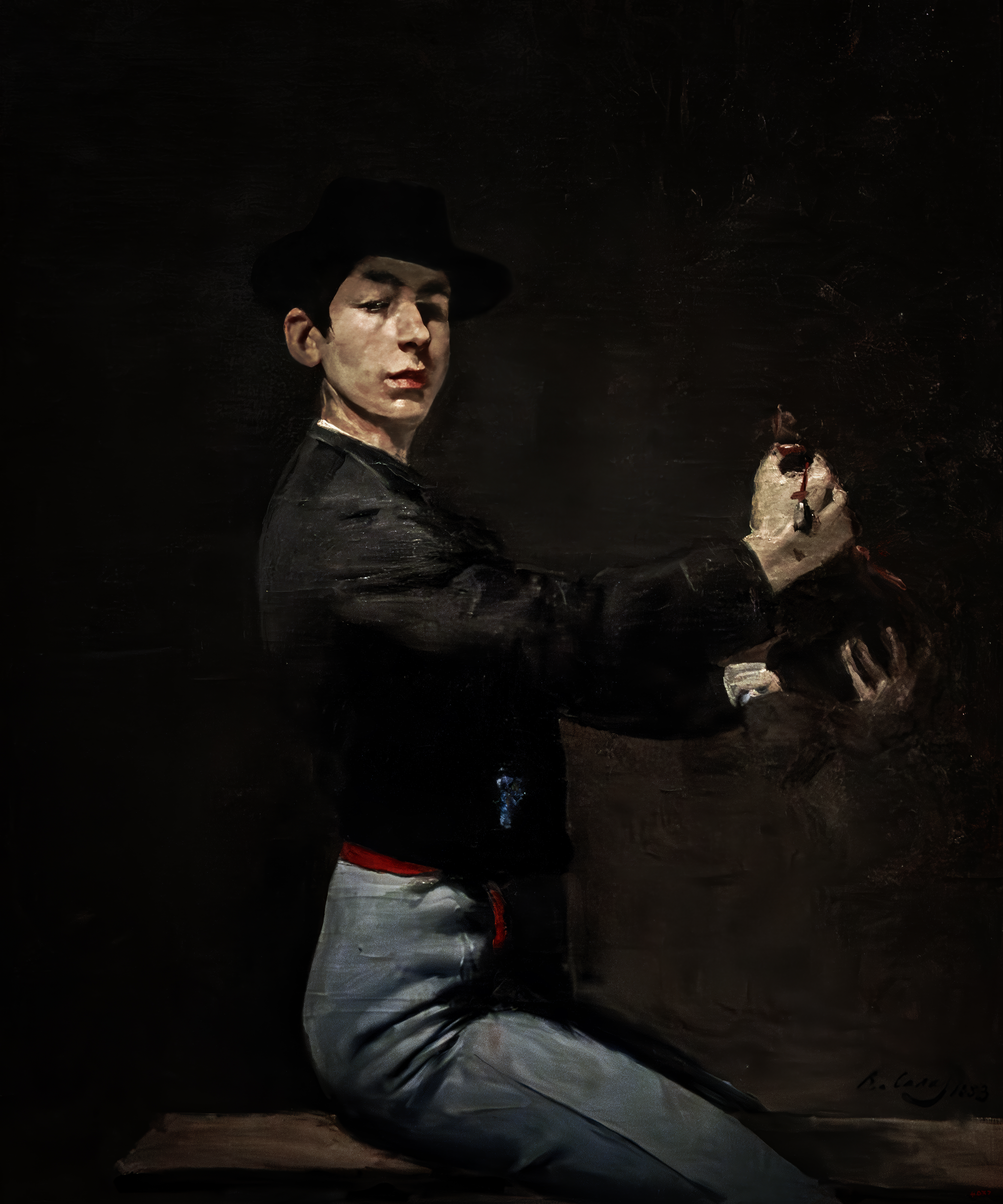
Autoportrait (1883), Barcelone, musée national d'art de Catalogne.

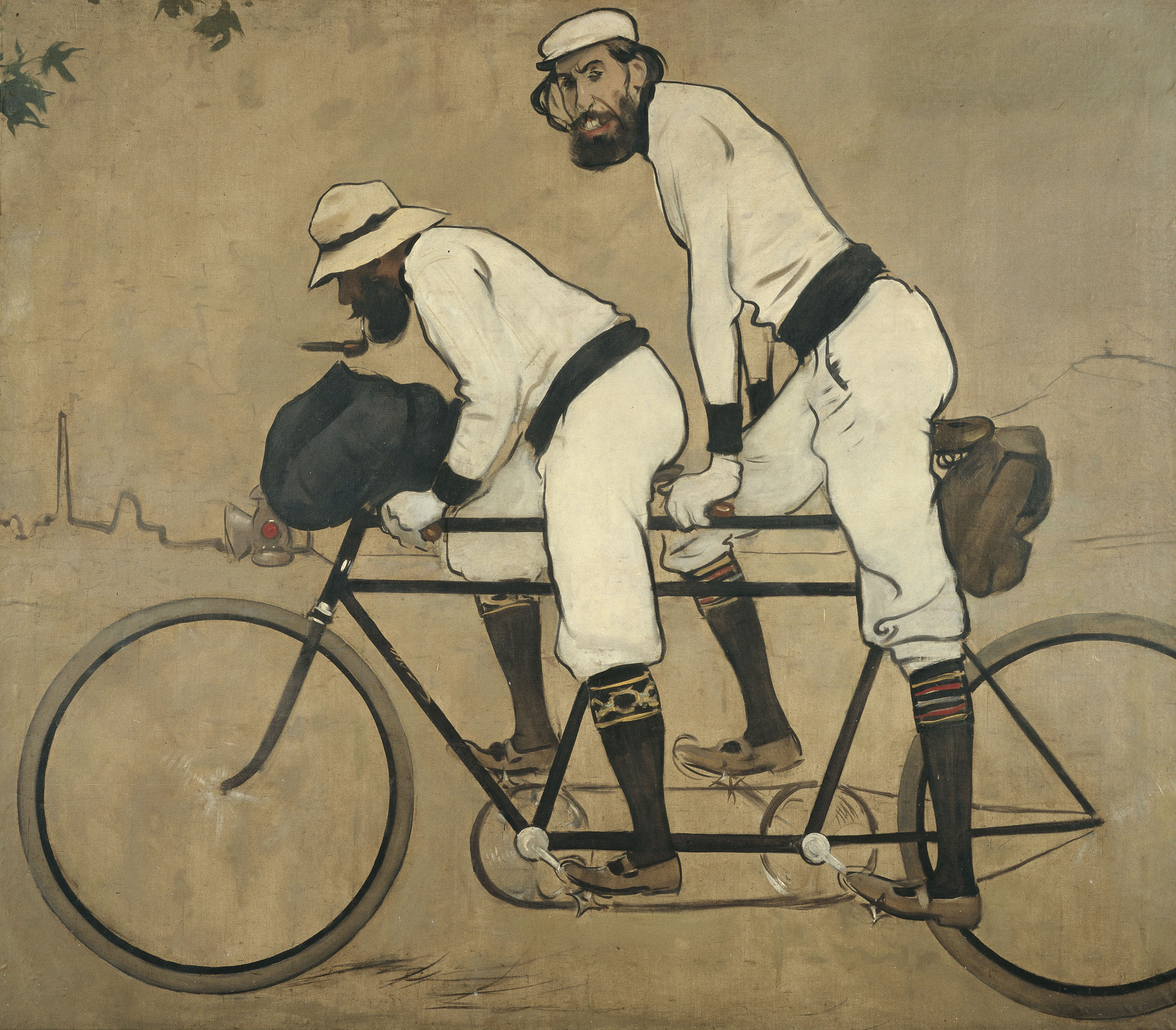
Ramon Casas et Pere Romeu sur un tandem (1897), Barcelone, musée national d'art de Catalogne.

Ramon Casas naît à Barcelone en 1866. Son père a fait fortune à Cuba et sa mère appartient à une famille bourgeoise catalane. En 1877, il quitte l’école pour être disciple de Joan Vicenç, portraitiste et professeur à l’école de la Llotja.
En 1881, il publie son premier dessin nommé Records d’altre temps dans le magazine moderniste l’Avenç. La même année, il part à Paris où il suit un cours à l’académie de Carolus-Duran, et se lie d'amitié avec Maurice Lobre. En 1883, il expose la peinture institué Autoretrato en traje de flamenco au Salon des Champs-Élysées à Paris, et il est admis au Salon de la Société des artistes français. Pendant l'été, il part à Madrid chez le peintre Maurice Lobre avec lequel il découvre les œuvres d’art du musée du Prado.
En 1884, il expose à Barcelone l’œuvre Corrida de Toros. Il part souvent à Paris à l’Académie Gervex où il rencontre les peintres Santiago Rusiñol, Théophile Barrau, Eugène Carrière et Pierre Puvis de Chavannes. En 1889, il part en voyage avec son ami l’artiste post-impressionniste Rusiñol.
Il s’installe à Paris en 1890 au moulin de la Galette de Montmartre avec ses amis Rusiñol, Miquel Utrillo et Ramon Canudas. Il expose le Portrait d’Erik Satie au Salon du Champ-de-Mars et au Salon de la Société nationale des beaux-arts, où il obtient le titre d'associé qui lui permet d’exposer deux œuvres chaque année sans être évalué par le jury d’admission. C’est aussi la première exposition de Rusiñol, Casas et Clarasó à la salle d’exposition Parés.
En 1891, il expose une de ses œuvres plus connues intitulée Intérieur du Moulin de la Galette et il obtient une médaille à l’exposition internationale de Berlin où il envoie les œuvres Retrat de dama et Treball. L'année suivante, il gagne la médaille d’or à l’exposition internationale de Madrid avec l’œuvre Aire Lliure. Il expose aussi à l’Exposition universelle de 1893 à Chicago. C'est aussi dans ces années-là qu'il entame cette série de portraits intimistes comme Après le bain (Abbaye de Montserrat) ou Fatiguée (musée d'art de Dallas). Il y peint le même modèle, une jeune femme brune dans une chemise au col gansé de bleu, mêlant remarquablement l'intimité, le respect et le désir.
Après cette période dominée par ses portraits et ses nus, il revient à la représentation de scènes de foule, sur lesquelles il avait déjà travaillé dans les années 1880 (Entrée aux arènes de Madrid) et (Régates). Le Vil garrot y occupe une place prépondérante. Il était présent sur les lieux de cette exécution à Barcelone en 1893, mais lorsqu'il la représente, plutôt que de s'attarder sur les aspects morbides inhérents au thème, il a mis l'accent sur le côté journalistique de l'événement.
Il revient finalement à Barcelone en 1896 et il installe son atelier chez ses parents. Avec l’œuvre Ball de tarda, il gagne une médaille de deuxième classe à l’exposition des beaux-arts de Barcelone, et il expose les œuvres Bona artilleria et Angoixa à l’exposition d’art de Berlin.
L'année 1898 marque le début de sa carrière d’affichiste. Il gagne le concours publicitaire de la boisson Anís del Mono et dessine le affiches des campagnes publicitaires pour des marques comme Codorniu, Cigarillos Paris, entre autres. Par la suite, il commence sa collaboration avec les magazines modernistes Quatre Gats, édité par le cabaret éponyme en 1899, puis dans Pèl i Ploma (ca) où il publie ses illustrations et qu'il finance en partie (1899-1903).
En 1900, le comité international espagnol choisit deux de ses œuvres pour les présenter à l’Exposition universelle de Paris. Il visite cette exposition avec son ami Picasso, alors âgé de 19 ans dont il fera le portrait à cette occasion.
L’année suivante, il gagne sa première médaille à l’exposition de Munich avec l’œuvre Garrote vil. En 1903, il expose au Salon du Champ-de-Mars l’œuvre La Càrrega. Deux ans plus tard, il y expose l’œuvre Retrat eqüestre de d’Alfons XIII, qui est achetée par le millionnaire nord-américain Charles Deering qui lui commande le portrait de ses filles.
À partir de ce moment-là, il commence une forte amitié avec le millionnaire qui le mène à faire plusieurs voyages avec lui et à rester quelques mois aux États-Unis, où il brosse les portraits des amis du millionnaire. En 1918, il visite le champ de bataille de la Première Guerre mondiale où il peint Autorretrato con Cope Militar.
En 1922, il épouse Julia Peraire qui avait été son modèle pour plusieurs portraits (notamment La Sargantain), et il repart aux États-Unis.
En 1931, il participe à une exposition conjointe avec Rusiñol, Clarasó et Casas.
Ramon Casas meurt à Barcelone le 29 février 1932.

## Œuvre

### Dans les collections publiques

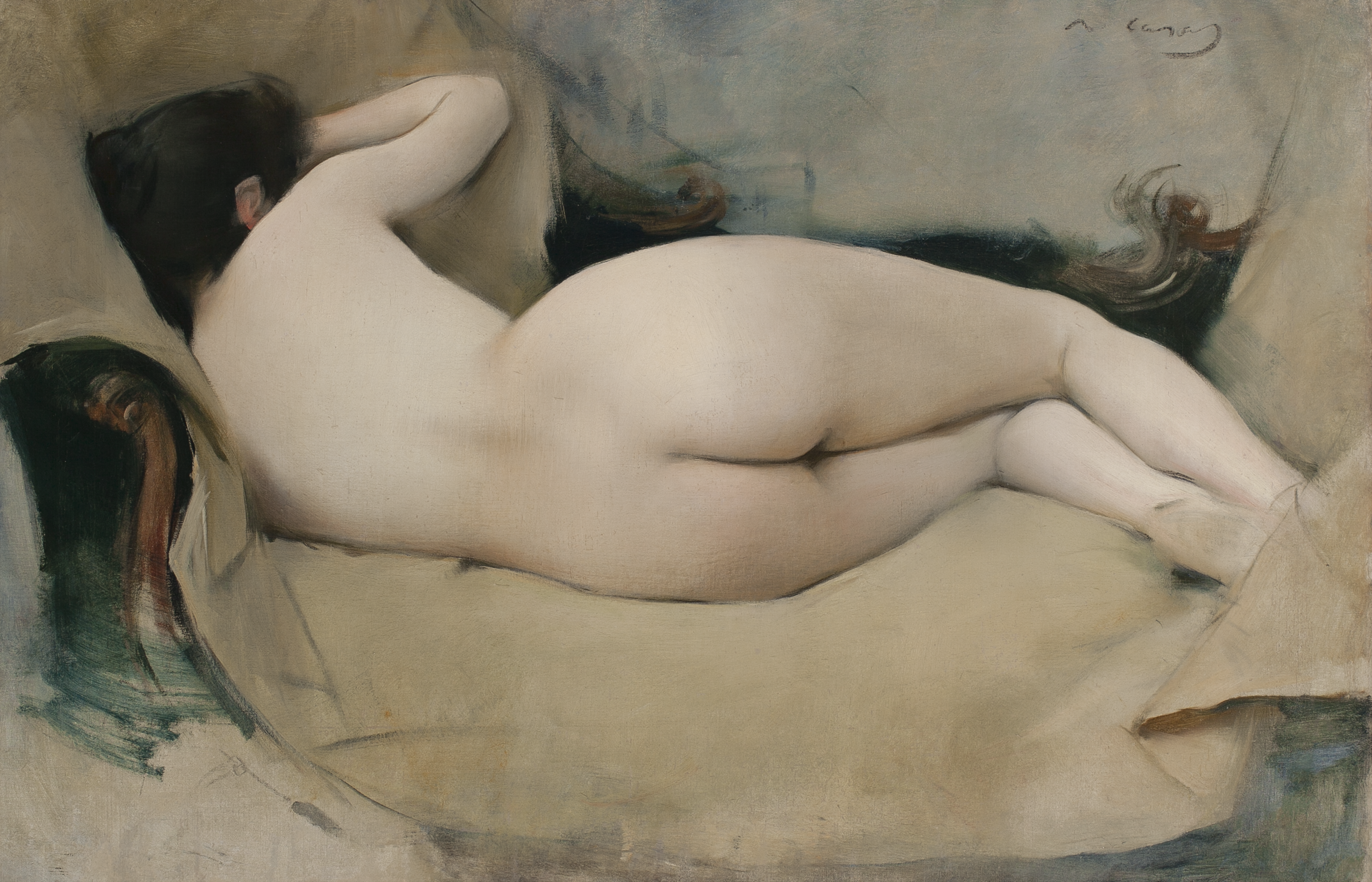
Nu féminin (1894), Sitges, musée Cau Ferrat.

- Barcelone, Cercle del Liceu (ca) : Ball de tarda (1896), huile sur papier, 170 × 230 cm ;
- Barcelone, grand théâtre du Lycée : La Sargantain (1907) ;
- Barcelone, musée national d'art de Catalogne :
  - Autoretrat vestit de flamenc (1883), huile sur papier, 115 × 96,5 cm[4];
  - Autoportrait (1882-1883)[5]
  - Toros (Estesa de cavalls) (1886), 73,7 × 64,8 cm ;
  - Plein Air (1891), huile sur papier, 115 × 82 cm ;
  - Interior (1891), huile sur papier, 102 × 82 cm ;
  - Intérieur de l'atelier (vers 1883)[6]
  - Portrait de Montserrat Carbo, 1888, 114,5 × 70 cm [7]
  - Sacré Cour (1891), huile sur papier, 67 × 55,5 cm
  - Nu Féminin (1894)[8]
  - Départ de la procession de l'église de Santa Maria (1896-1898), huile sur papier[9]
  - Ramon Casas et Pere Romeu sur un tandem (1897), huile sur toile, 188 × 215 cm[10]

- Barcelone, Museu del Modernisme Català Dama amb foulard vermell (1901) ;
- Garrotxa, musée régional de Garrotxa : La Charge (1899) ;
- Madrid, Banco Hispano Americano (es) : Retrat de Montserrat Casas (1888), huile sur papier, 202 × 92 cm ;
- Madrid, musée national centre d'art Reina Sofía : Garrot vil (1894), huile sur papier, 127 × 166,2 cm ;
- Abbaye de Montserrat, musée de Montserrat :
  - Abans del bany (1894), huile sur papier, 72,5 × 60 cm ;
  - Au moulin de la Galette (1892), huile sur papier, 117 × 90 cm ;
  - Cursa de braus (1884), huile sur papier, 53,7 × 72,4 cm ;
  - Autoretrat vestit de bandoler (1885), huile sur papier, 100 × 81 cm ;
  - Club Nàutic de Barcelona (1890-1891), huile sur papier, 100 × 140 cm ;
  - Domèstic domesticat (1890), huile sur papier, 42,2 × 32 cm ;
  - Jeune décadente. Après la danse (1899), huile sur toile, 46,5 × 56 cm[11]

- Sitges, musée Cau Ferrat :
  - Retratant-se (1890), huile sur papier, 59 × 73 cm ;
  - Bal du moulin de la Galette (1893), huile sur papier ;
- Vilanova i la Geltrú, bibliothèque-musée Víctor Balaguer : La vídua (1890), huile sur papier, 186 × 115 cm.

## Galerie

Peintures et dessins de Ramon Casas
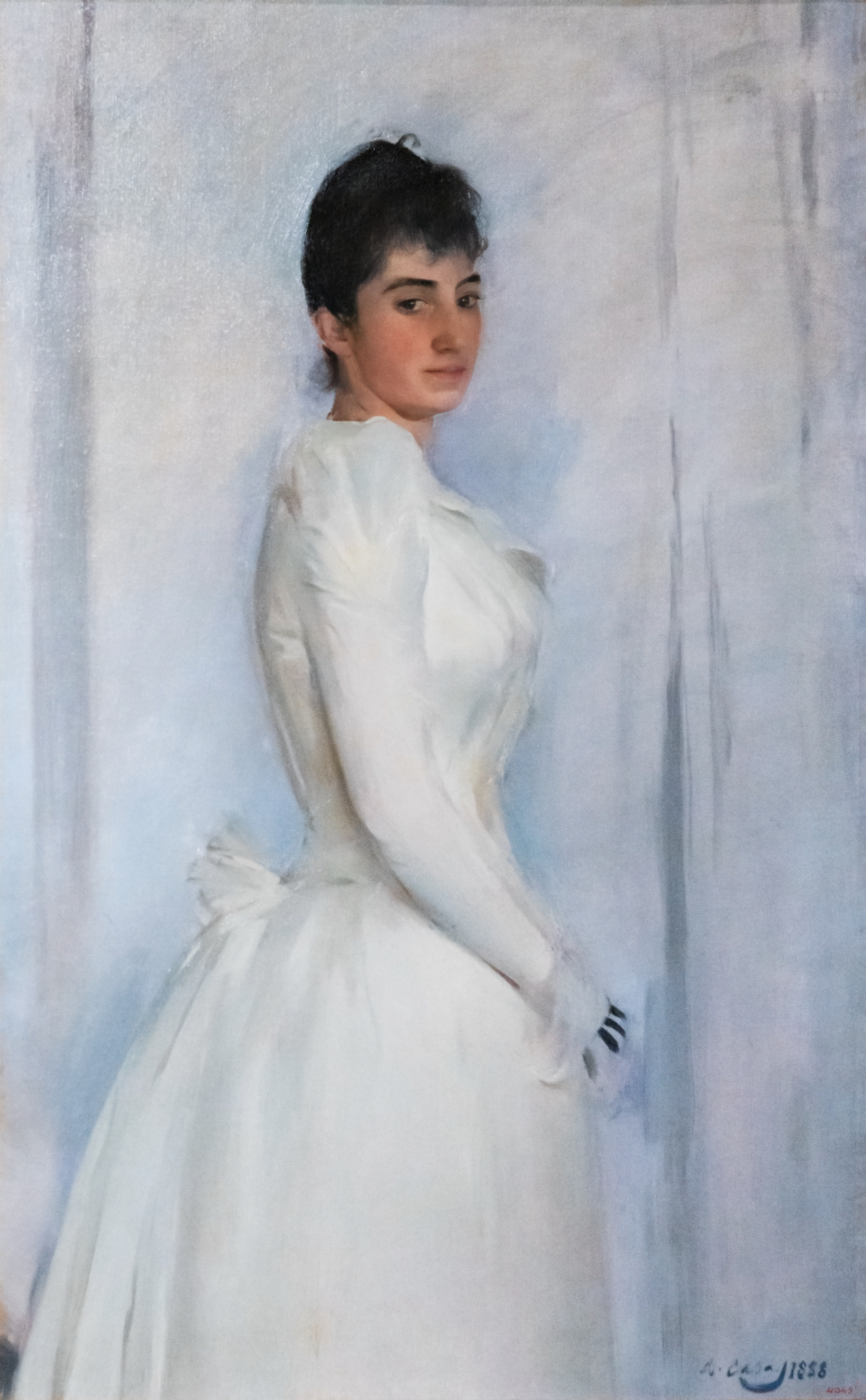
Montserrat Carbo (1888), MNAC[12].
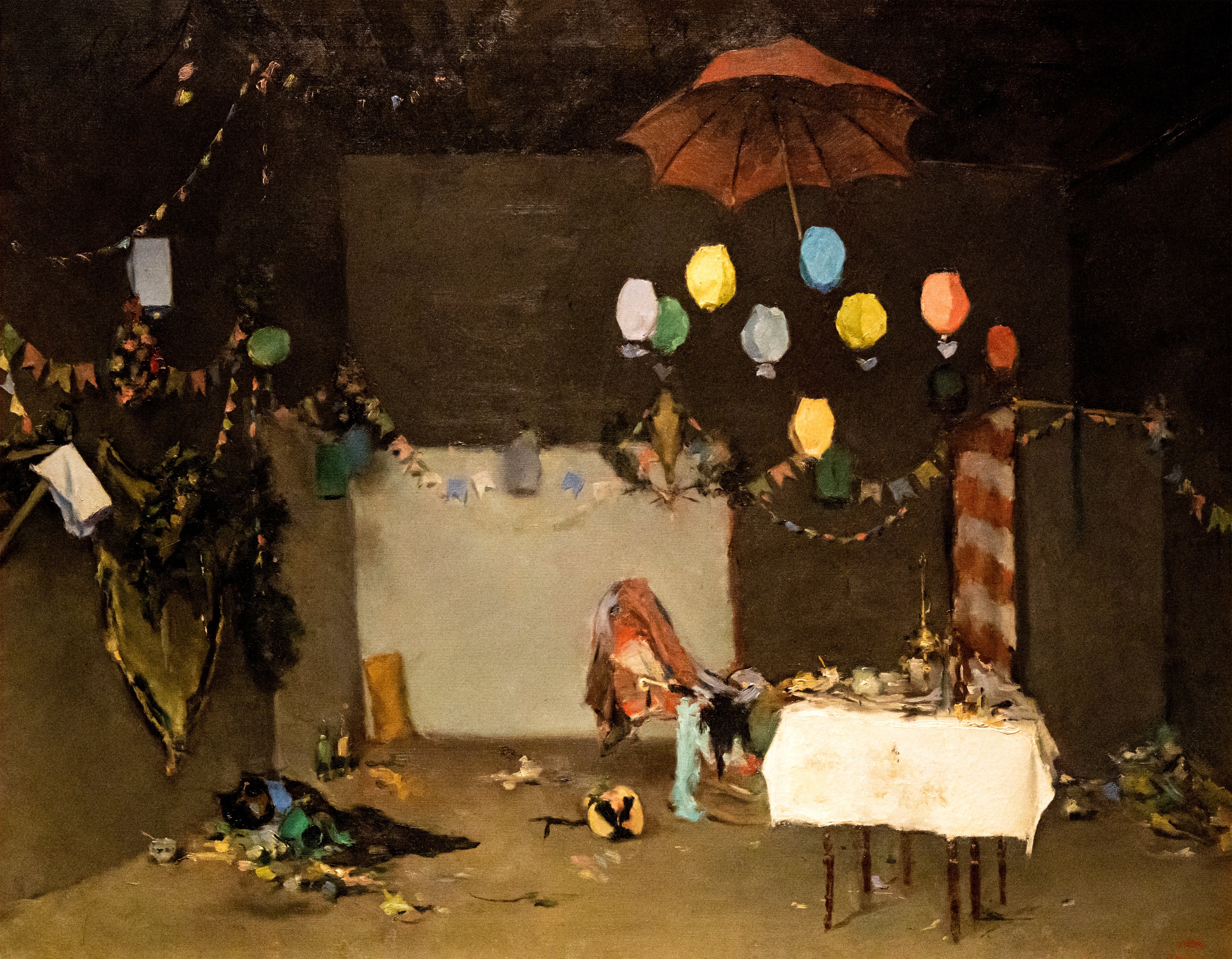
L'atelier du peintre, MNAC[13].
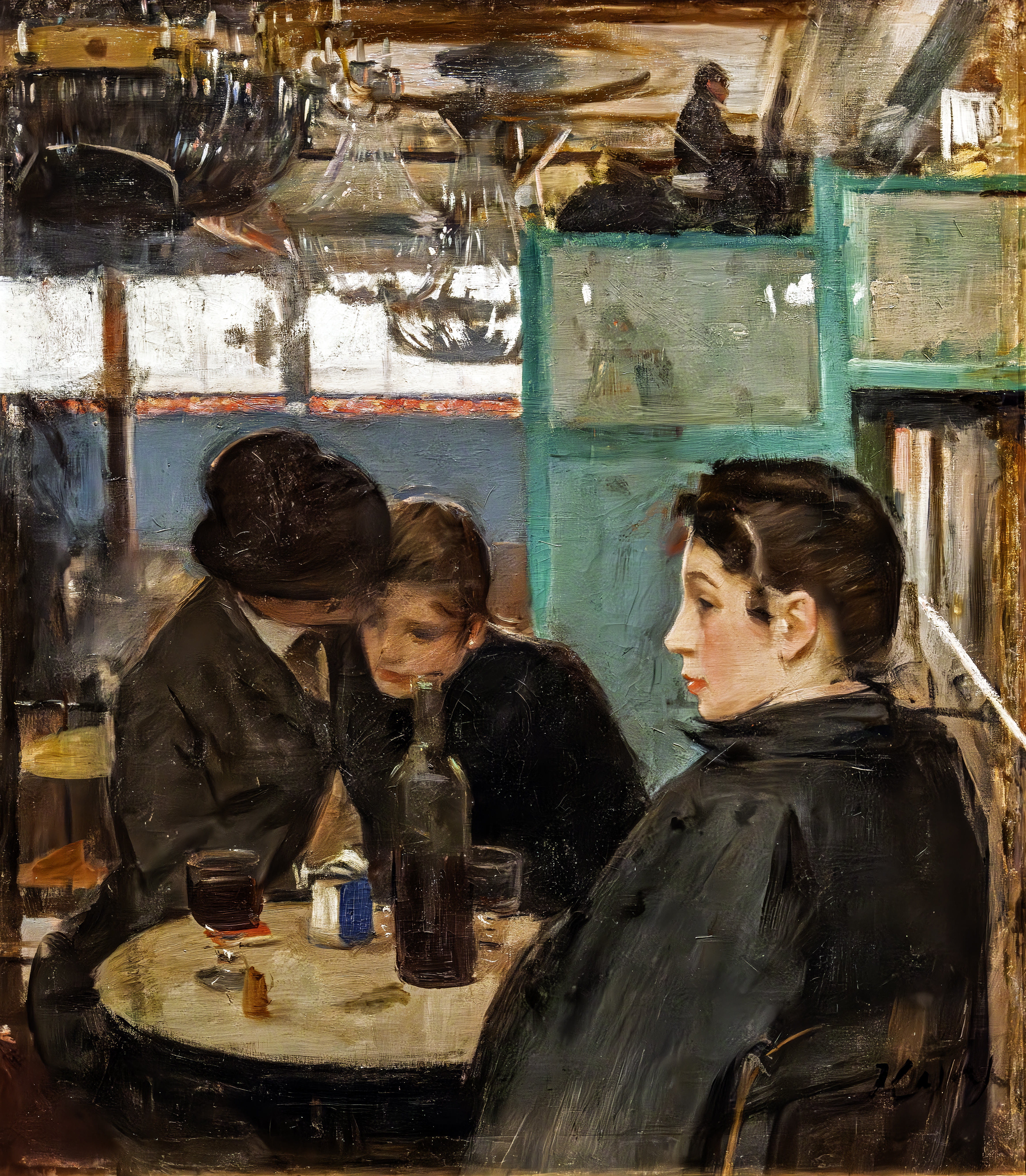
Intérieur du Moulin de la Galette (1890-1891), MNAC [14].
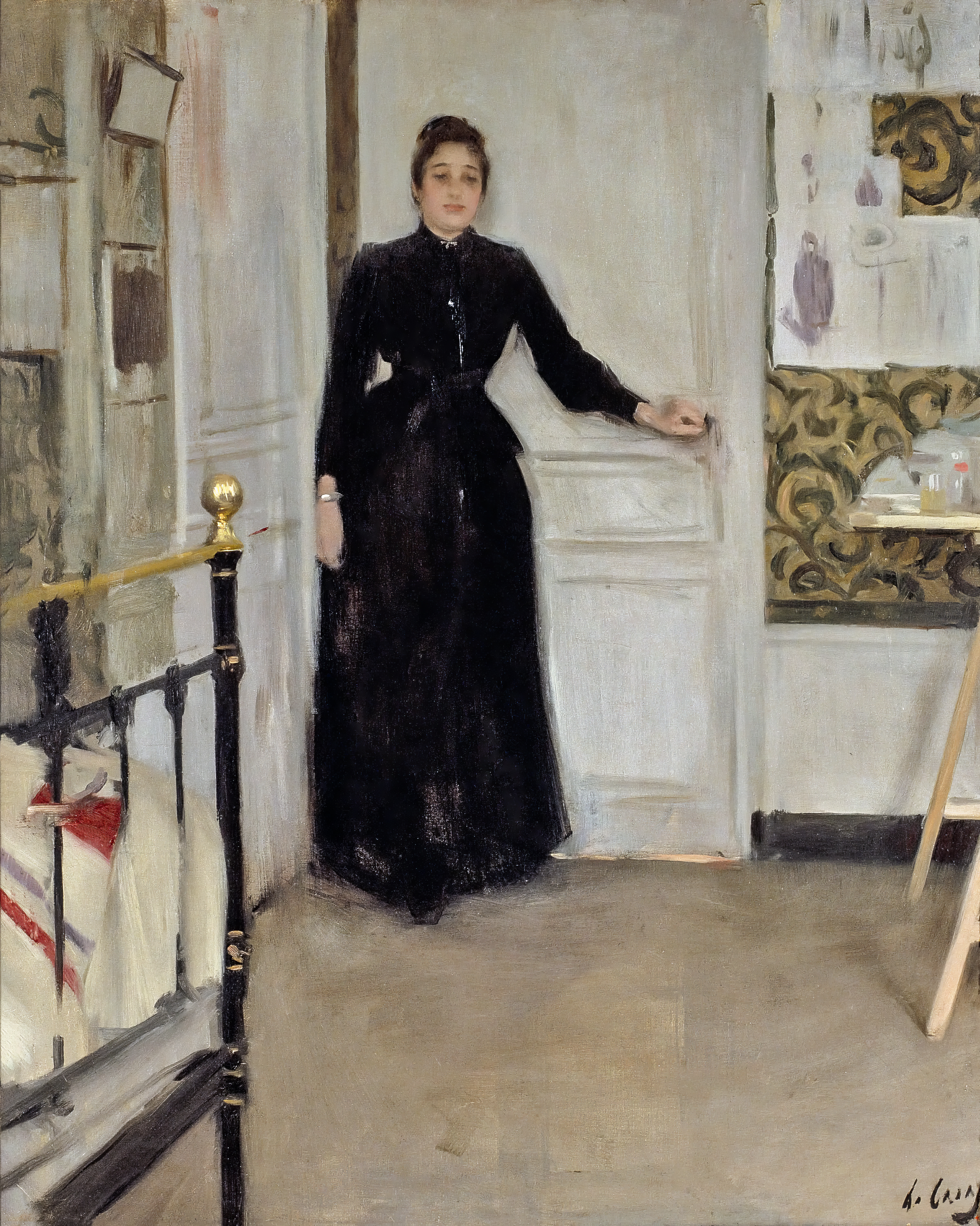
Intérieur vers 1890, MNAC
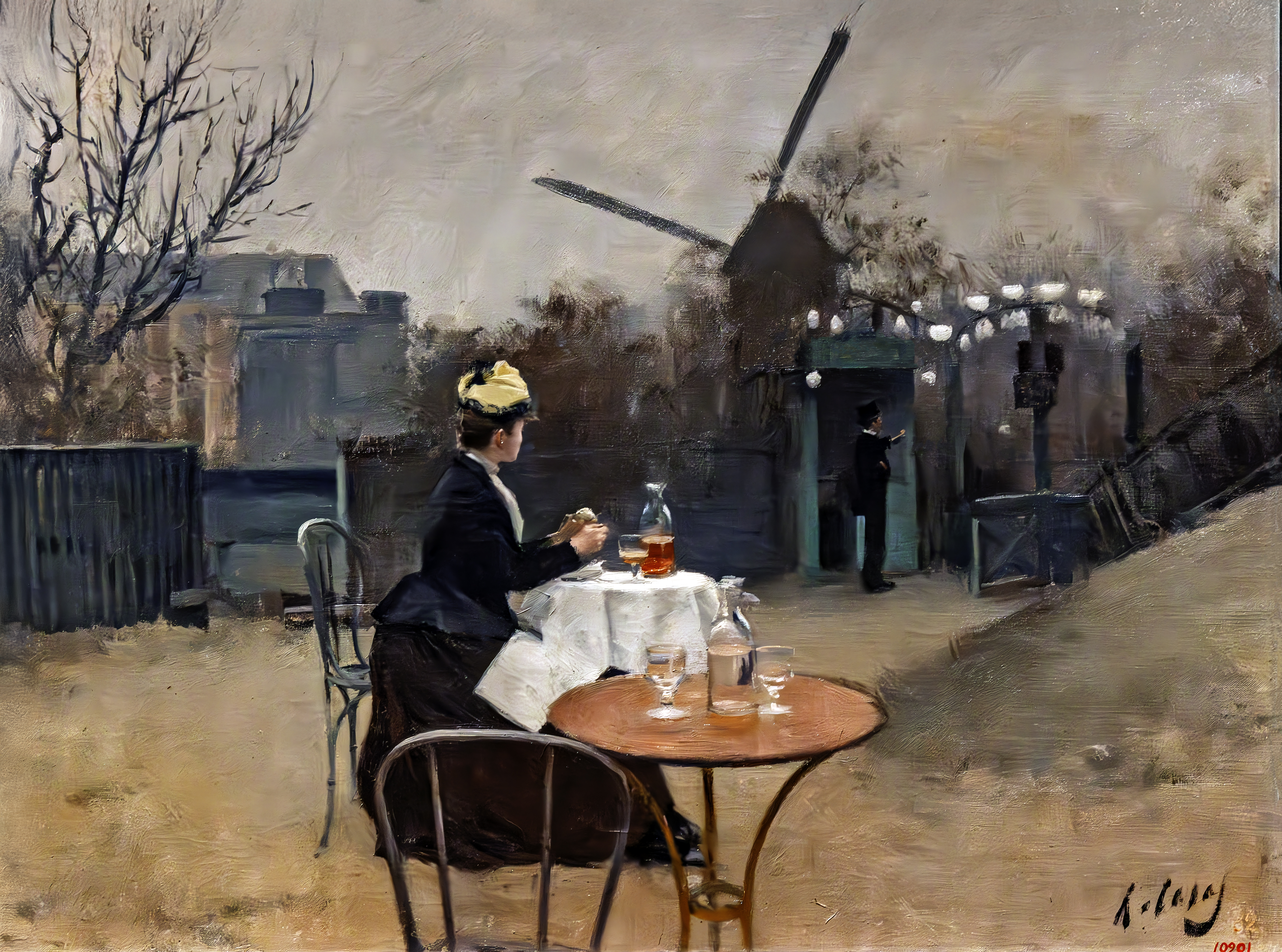
Plein air (1890-1891), MNAC.
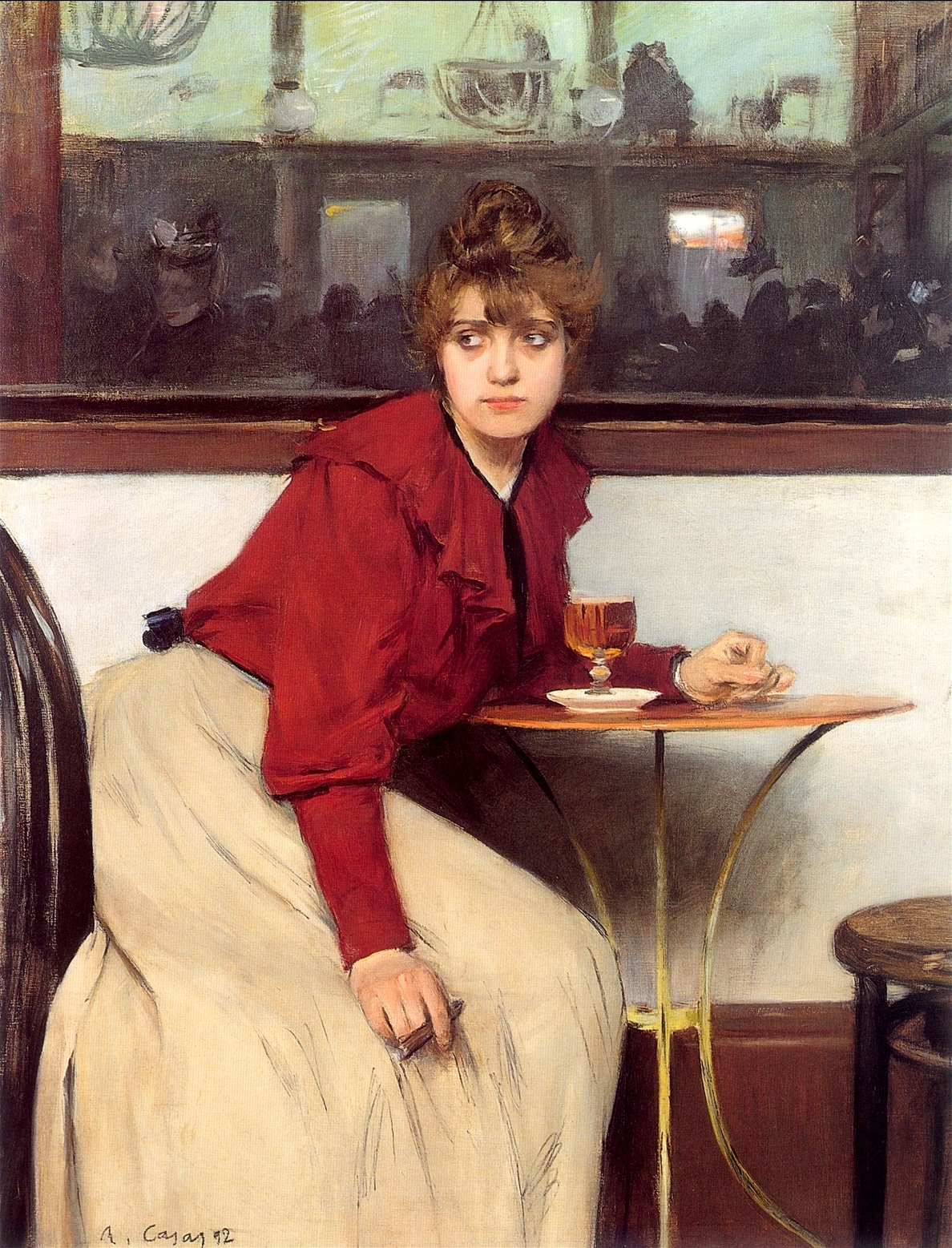
Madeleine au moulin de la galette (1892), Abbaye de Montserrat.
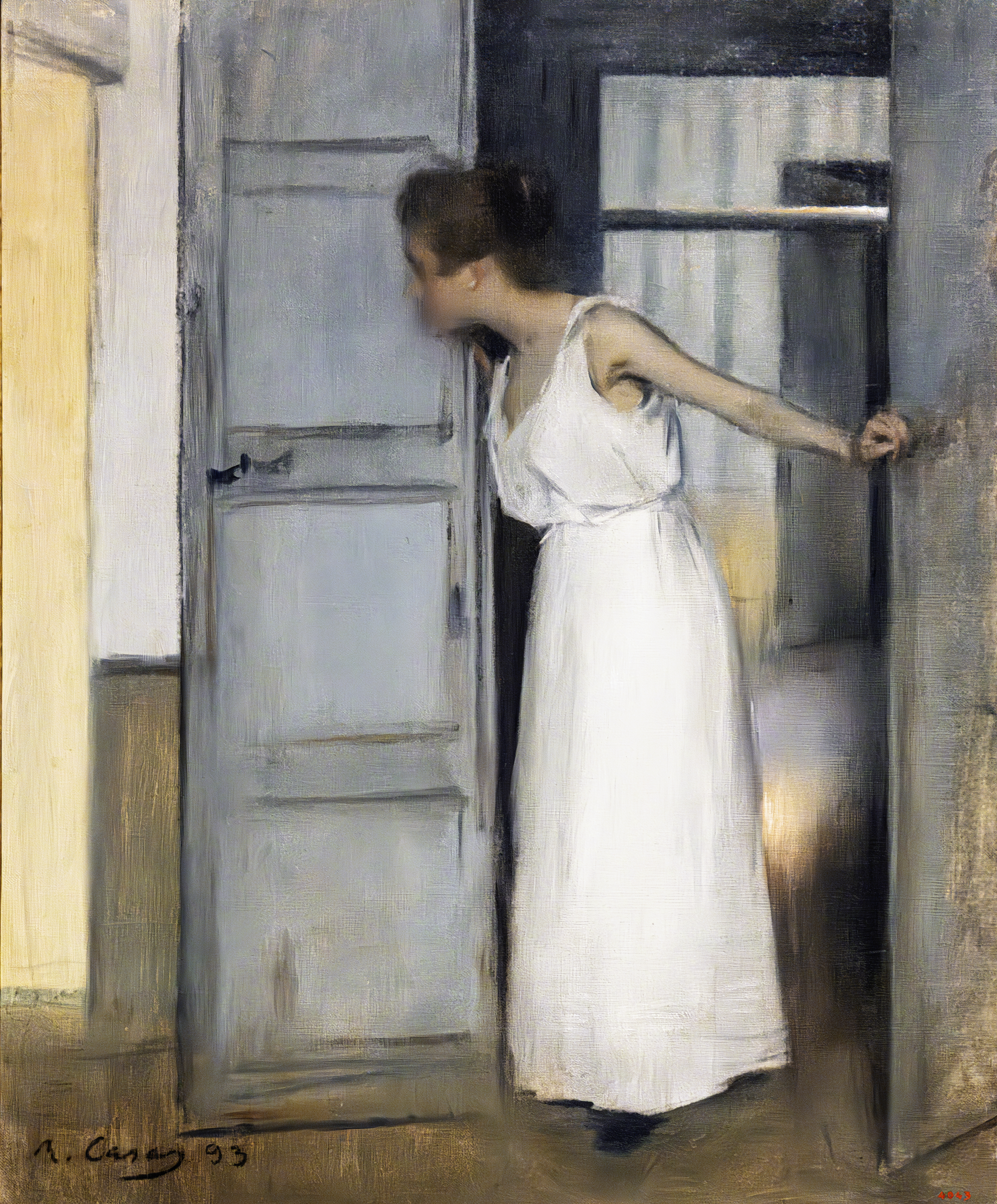
Il faudra me passer sur le corps! (1893), Barcelone, MNAC.
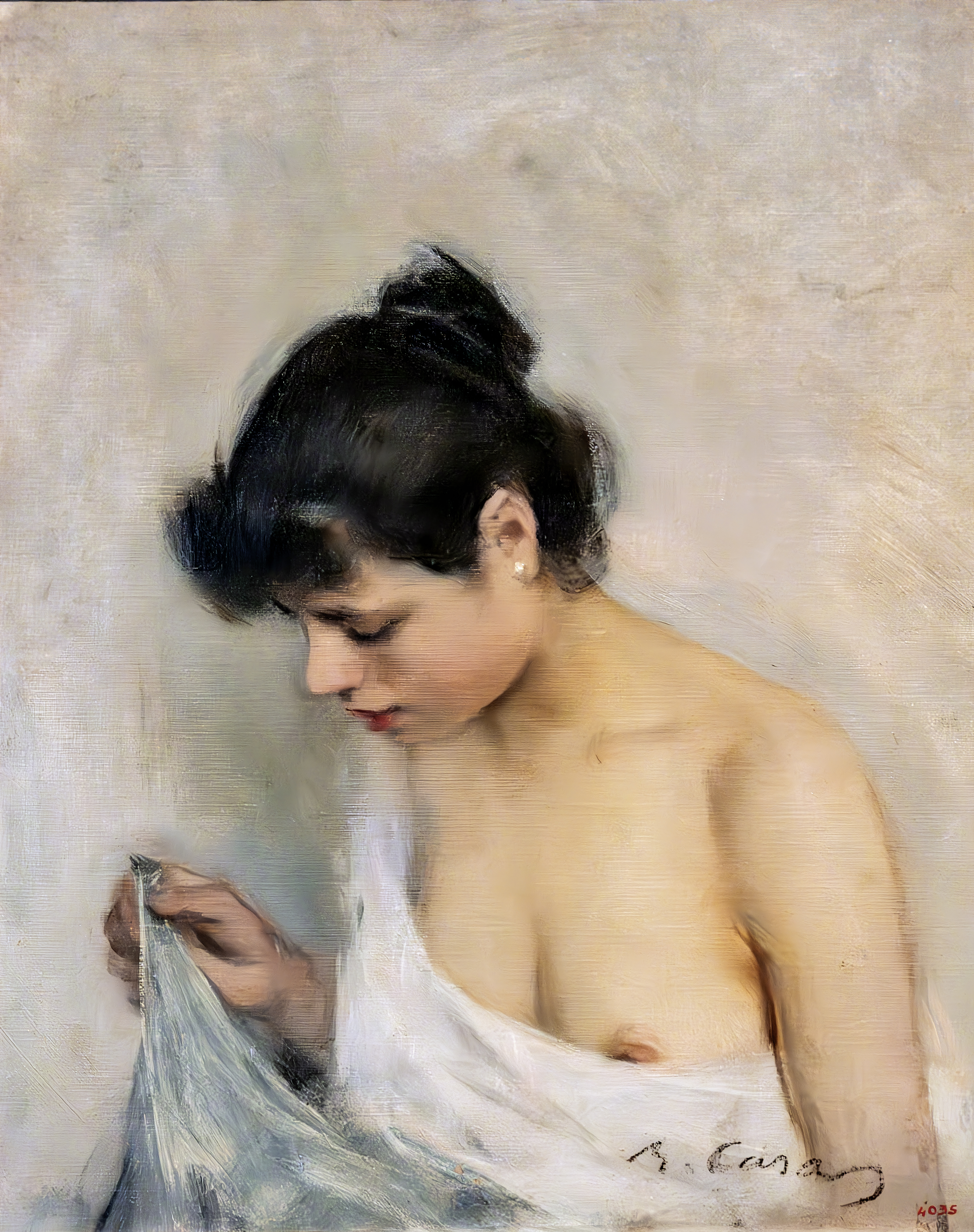
Etude de nu (1893), Barcelone, MNAC[16].
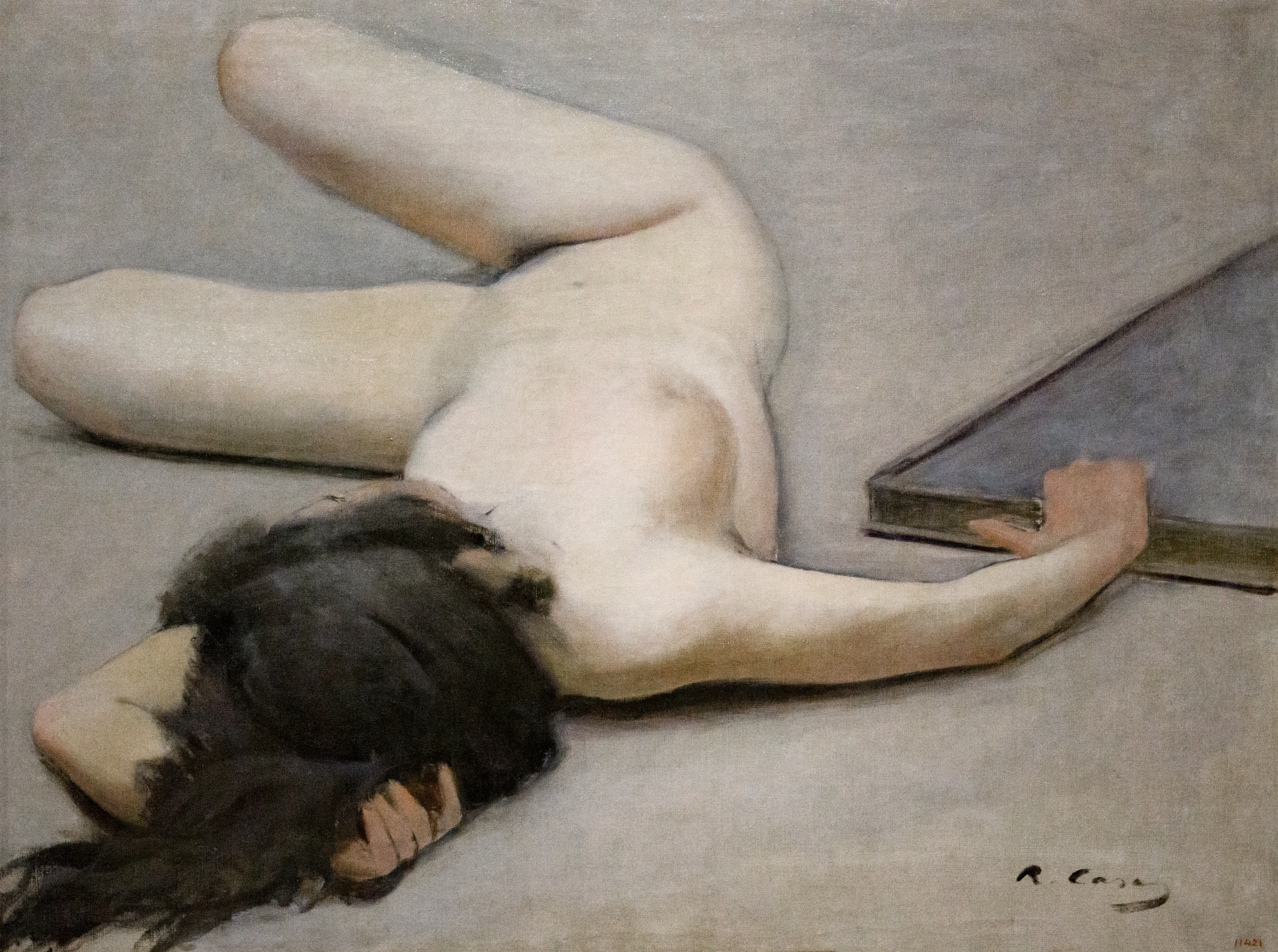
Nu féminin (1894), Barcelone, MNAC[17].
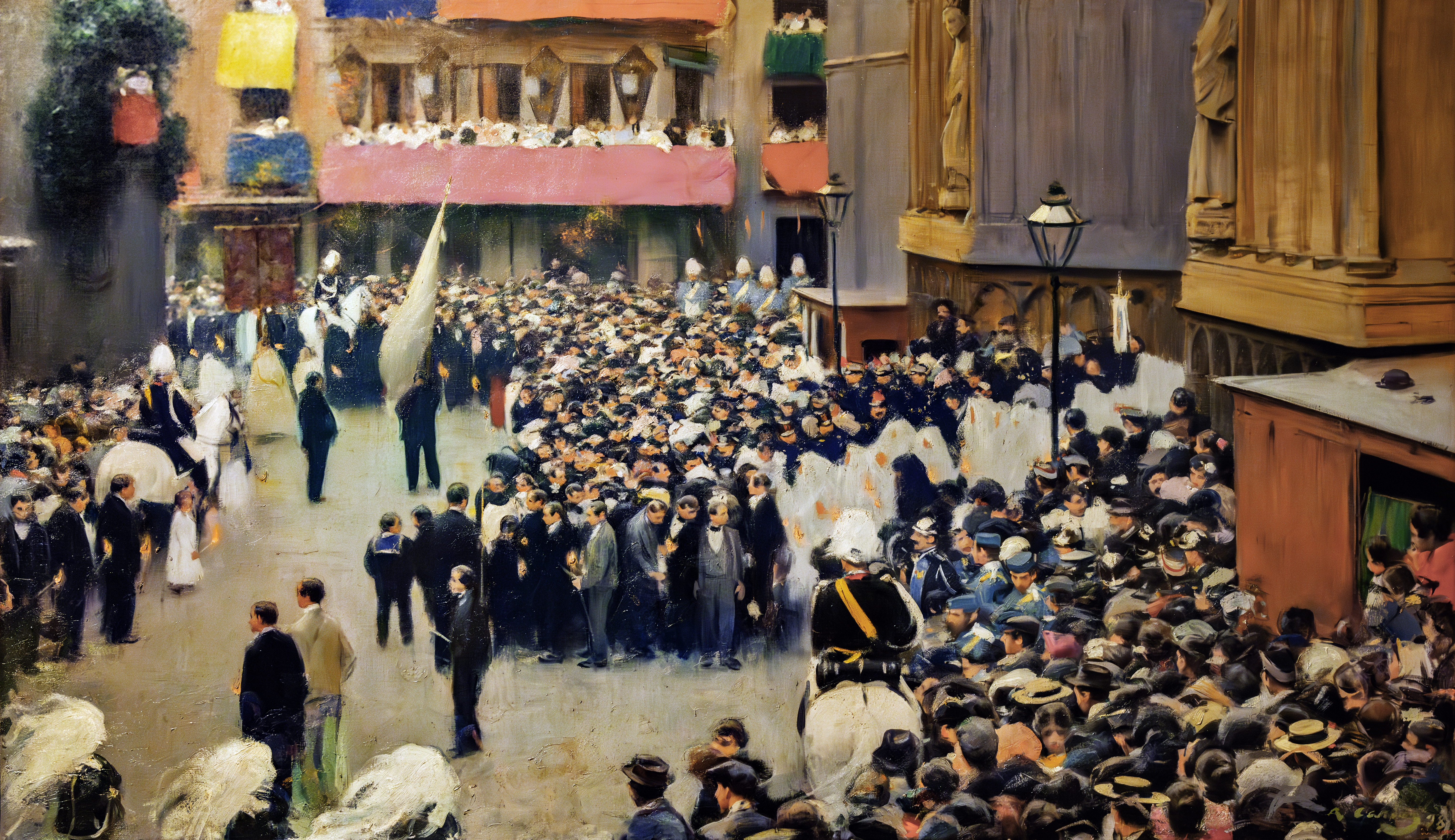
La procession du Corpus Christi au départ de l'église Santa Maria del Mar(1896)Barcelone, MNAC
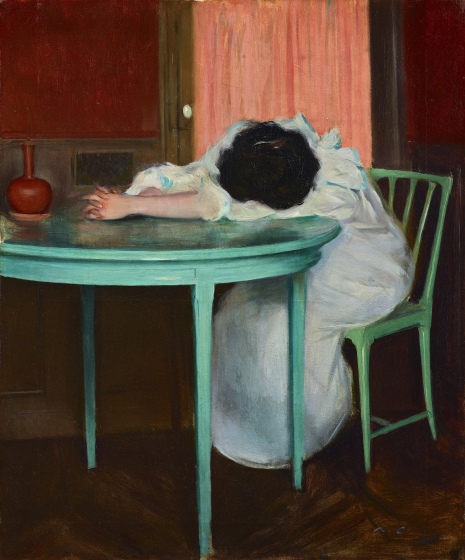
Fatiguée, musée d'art de Dallas.
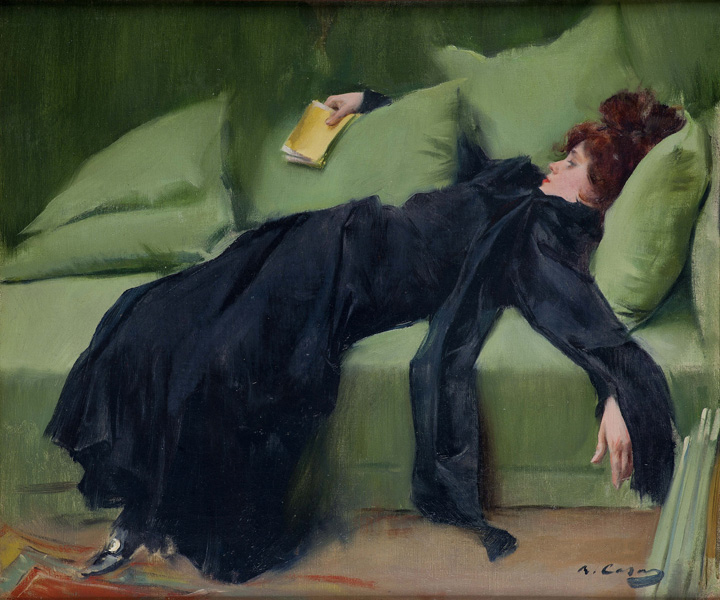
Jeune Décadente (1899), Abbaye de Montserrat.
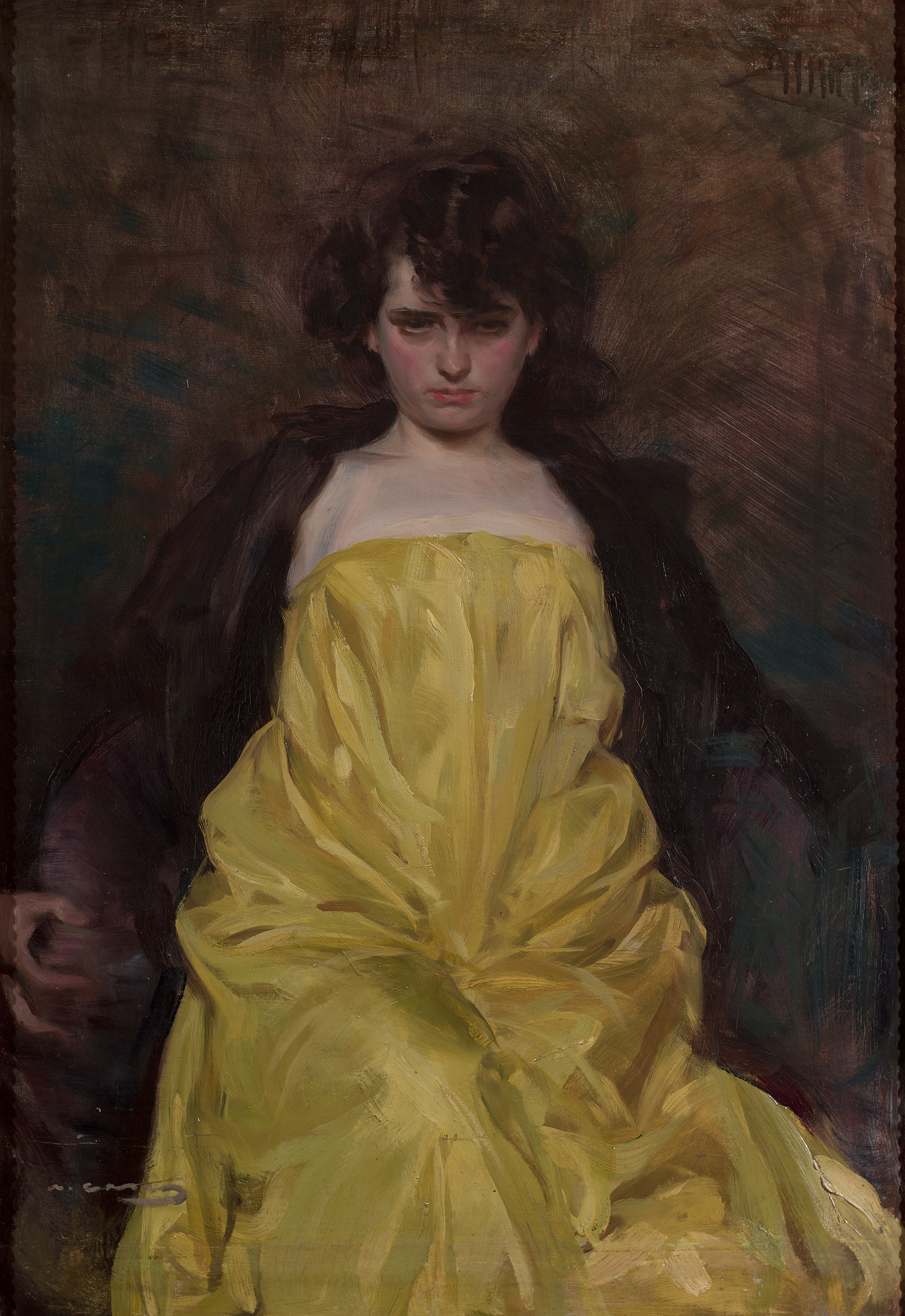
La Sargantain (1907), Barcelone, Grand théâtre du Liceu
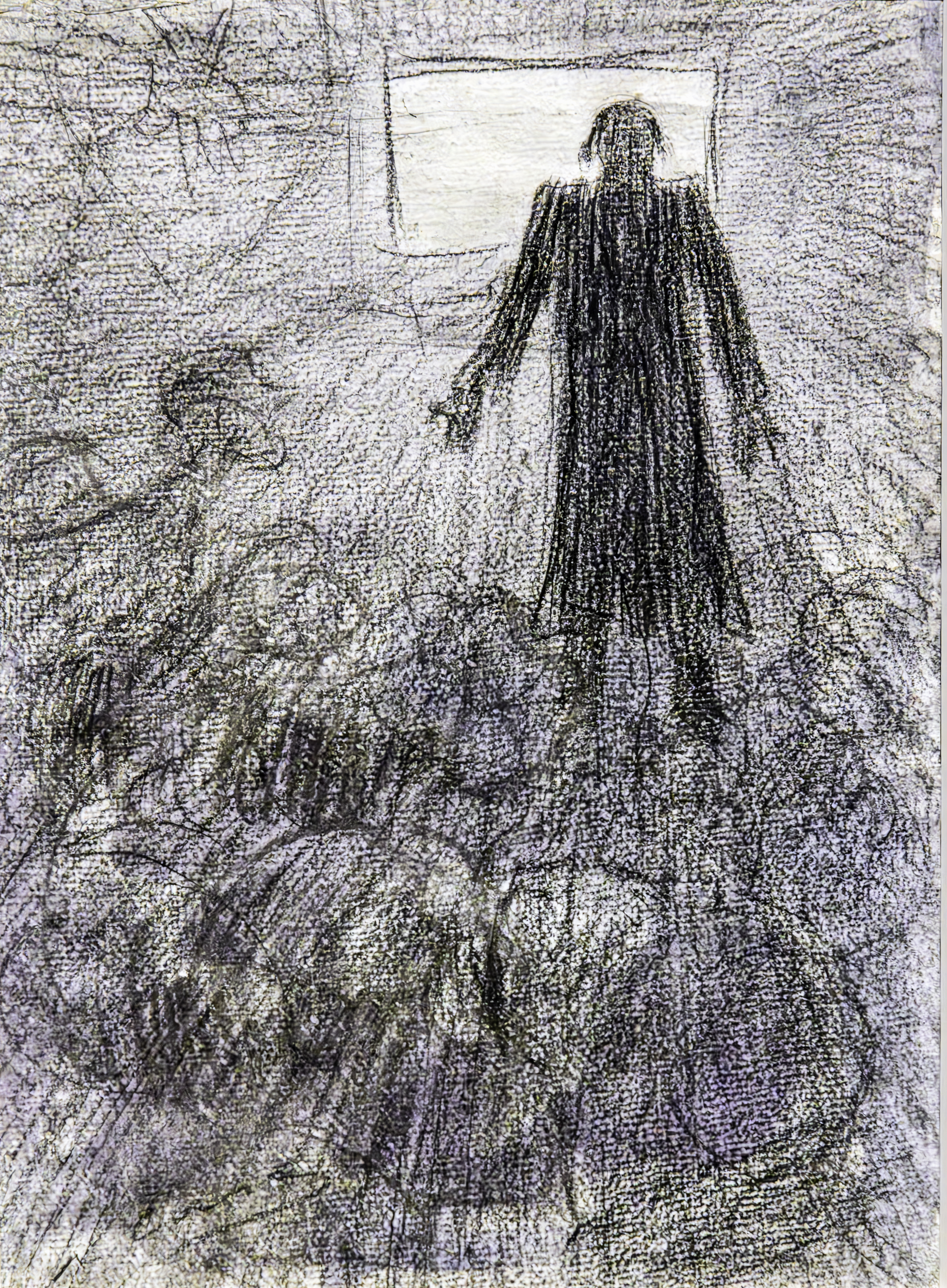
Ombres chinoises (vers 1897), MNAC.
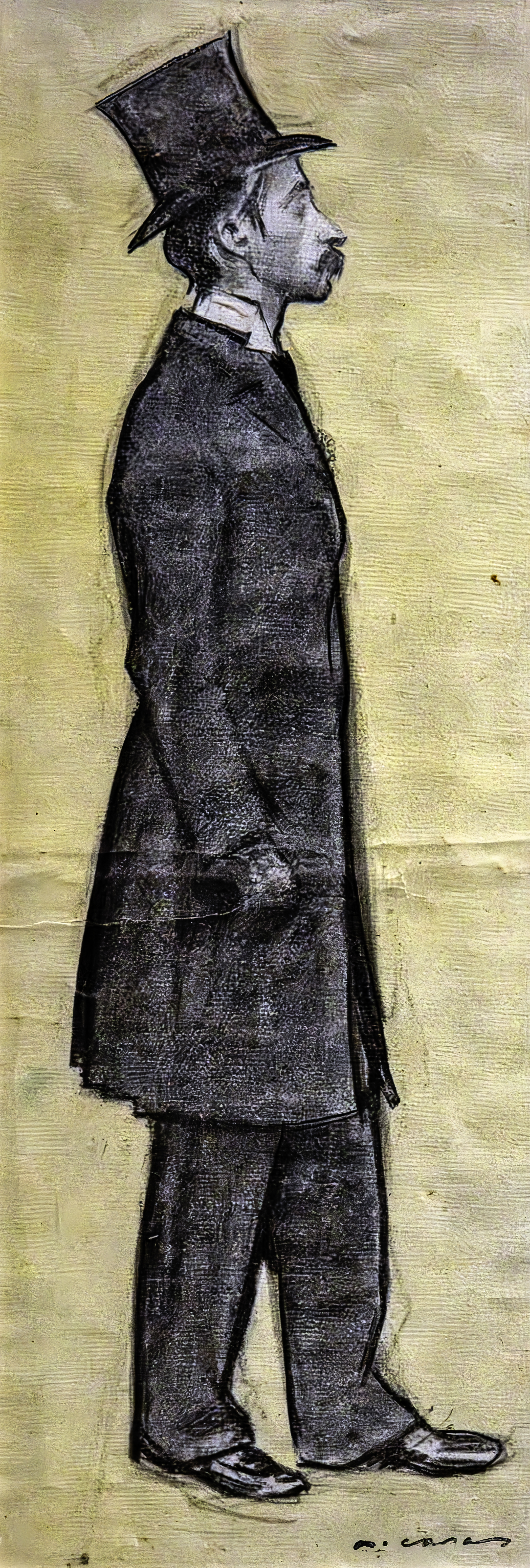
Portrait de Miquel Utrillo (vers 1899), MNAC.
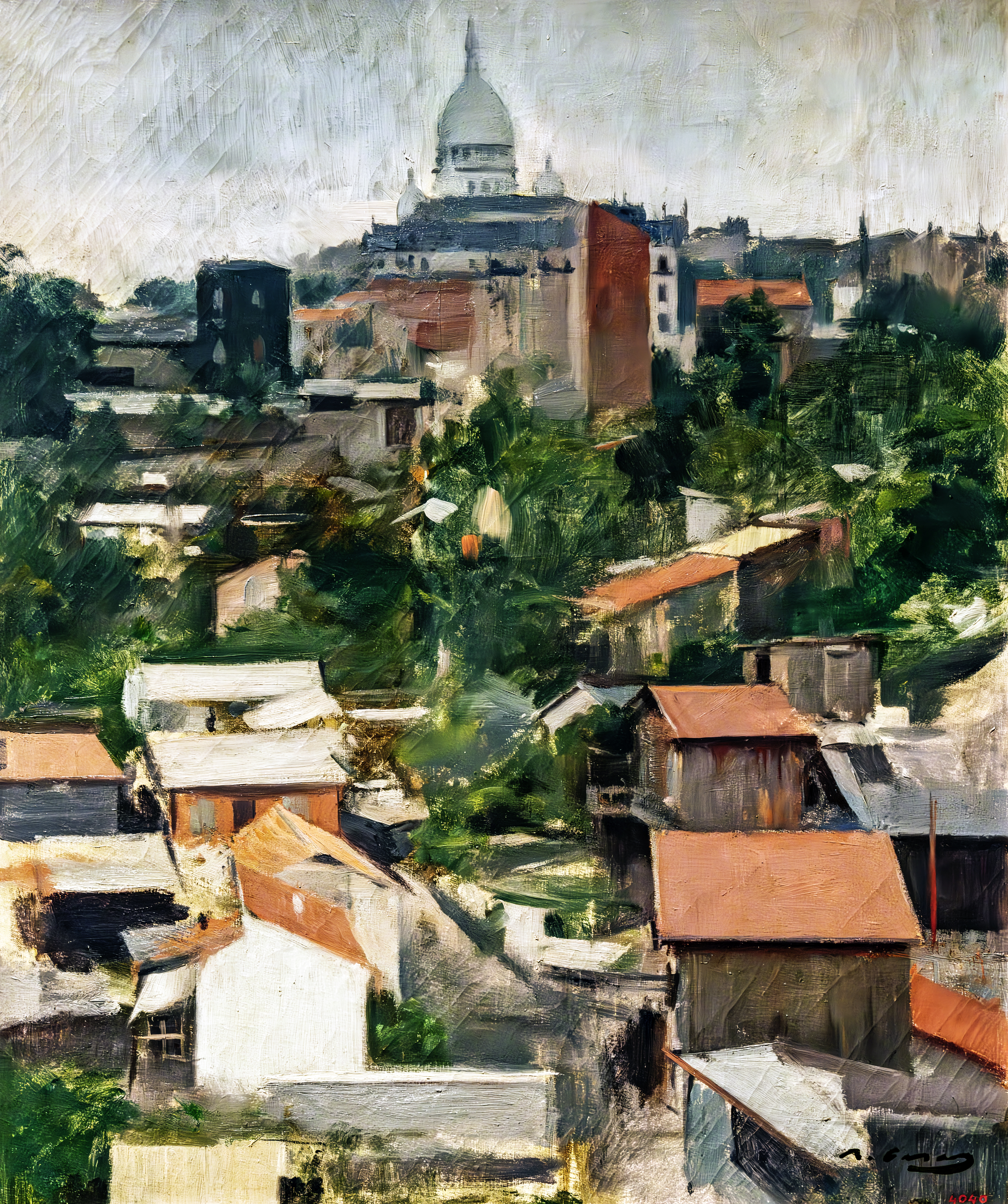
Le Sacré Cœur, Montmartre (vers 1900), MNAC.
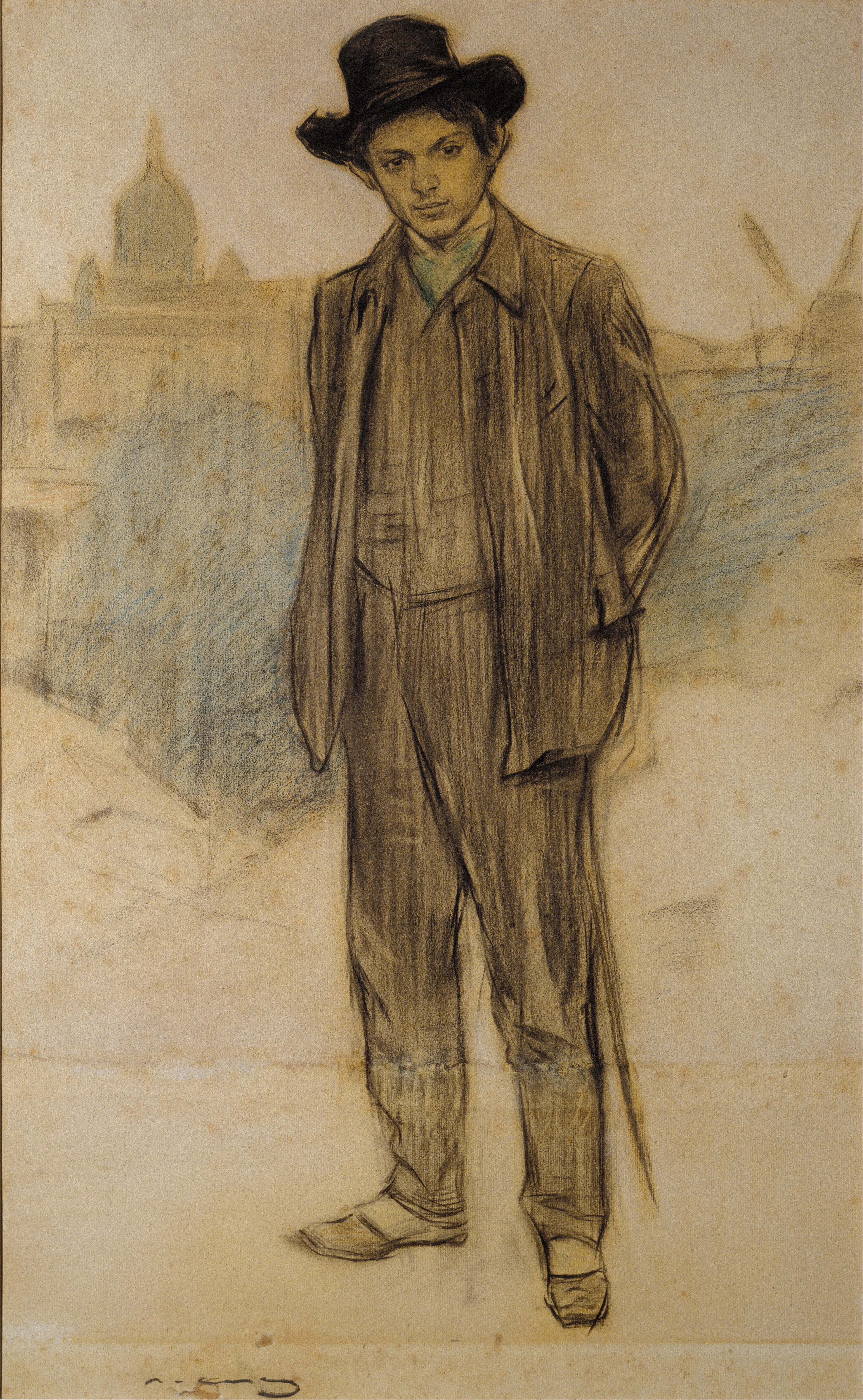
Portrait de Pablo Picasso (vers 1900), MNAC.

Affiches de Ramon Casas
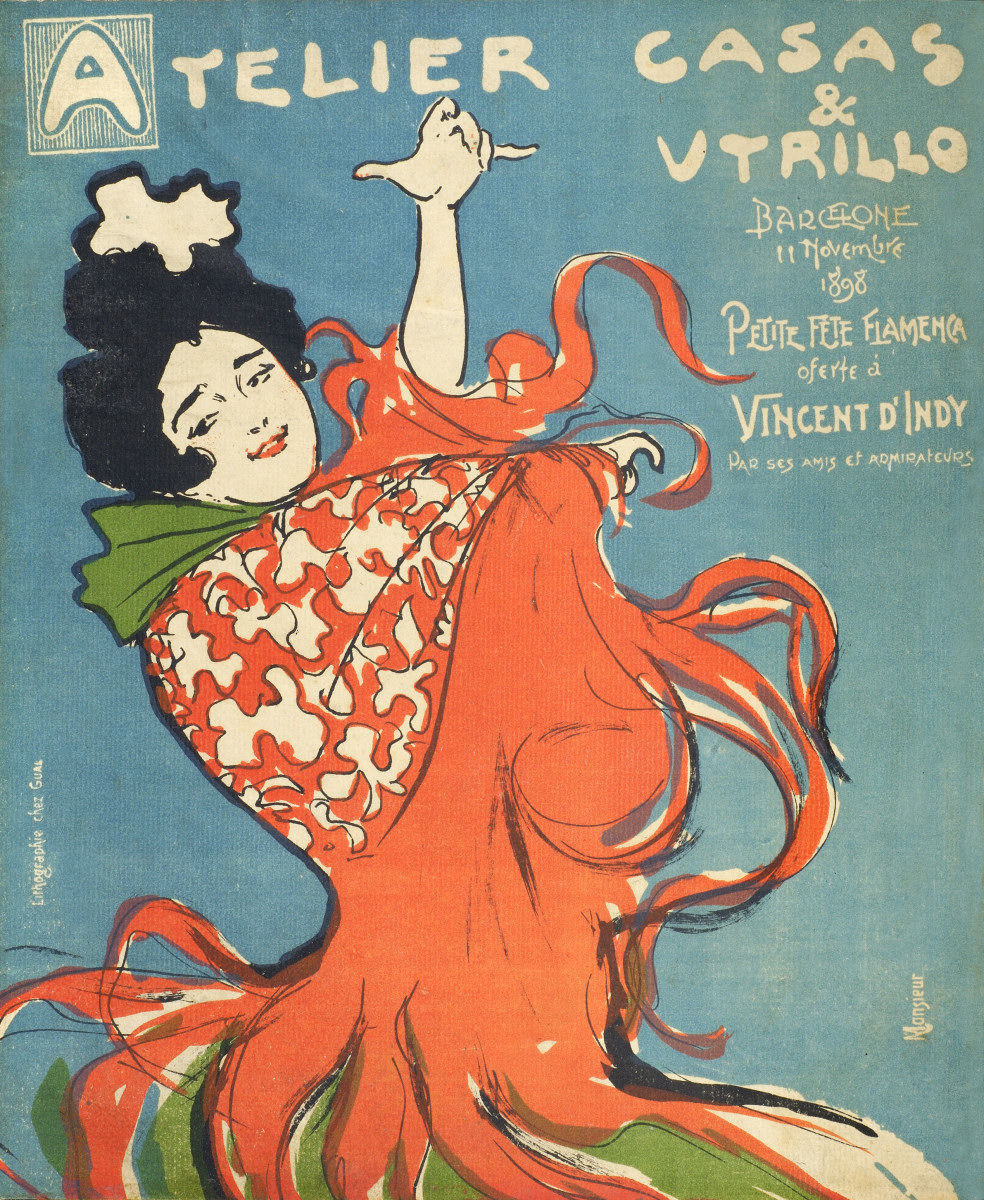
Atelier Casas et Utrillo (1898), Barcelone, Centre de Documentació i Museu de les Arts Escèniques[18].
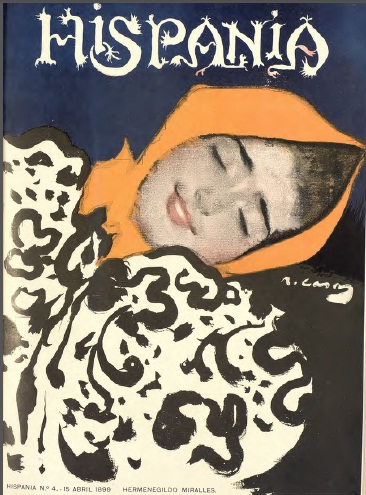
Couverture de la revue Hispania (1899)
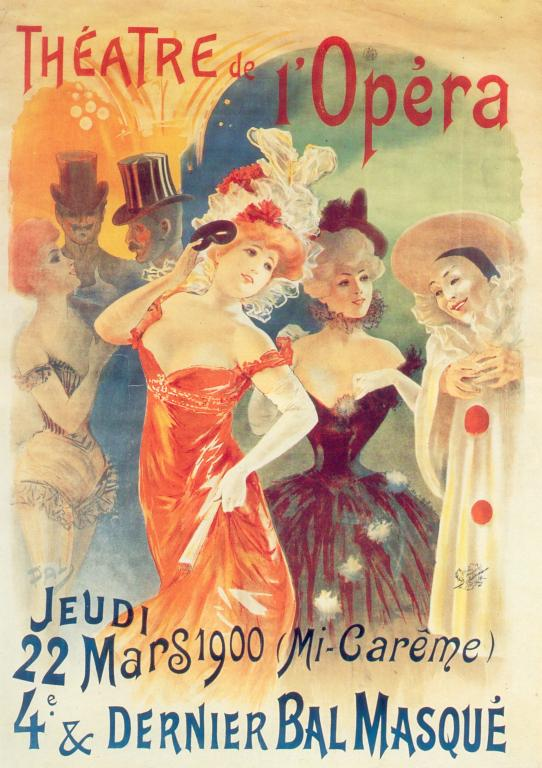
Théatre de l'Opéra (1900)
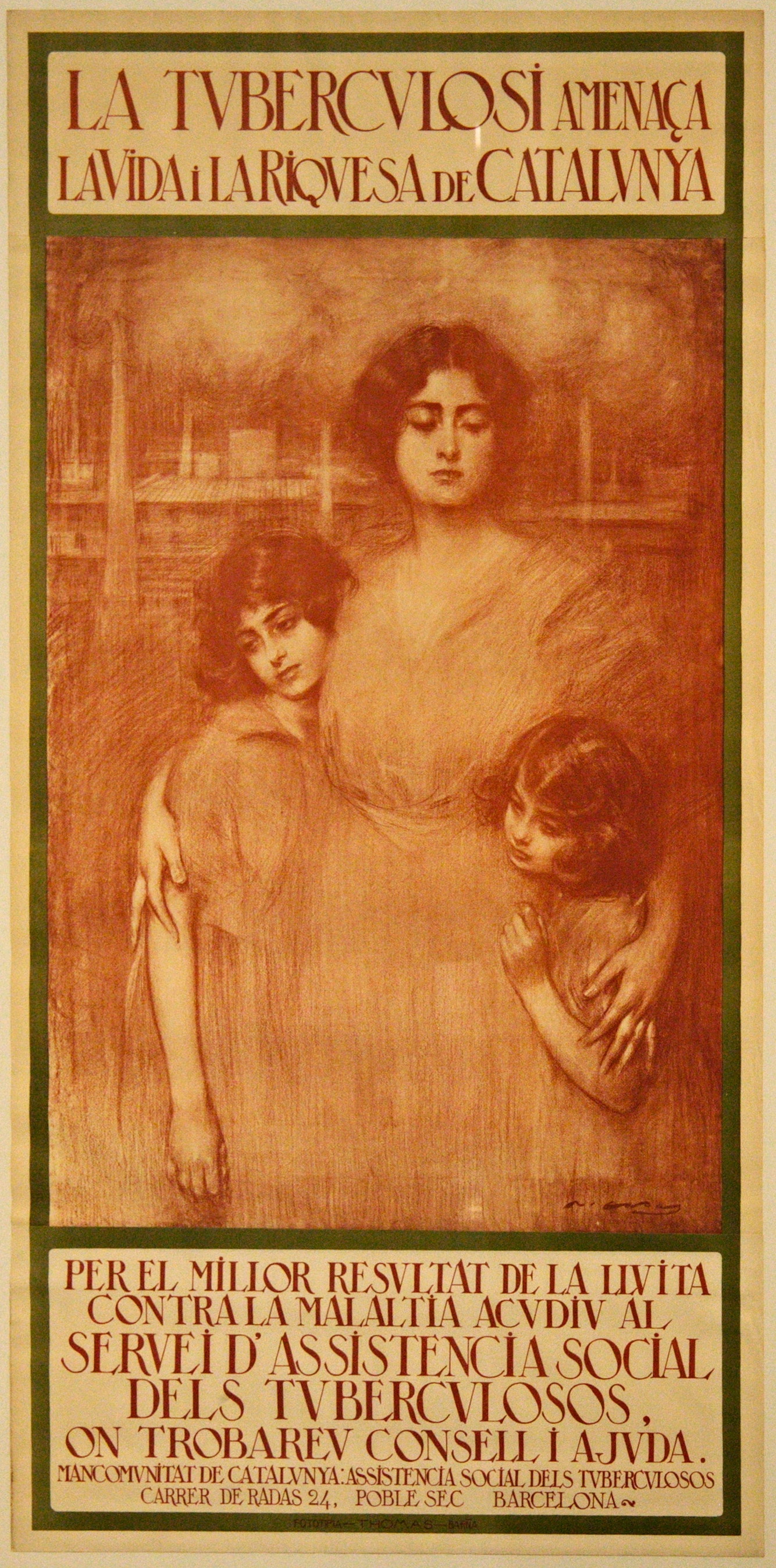
Lutte contre la tuberculose en Catalogne
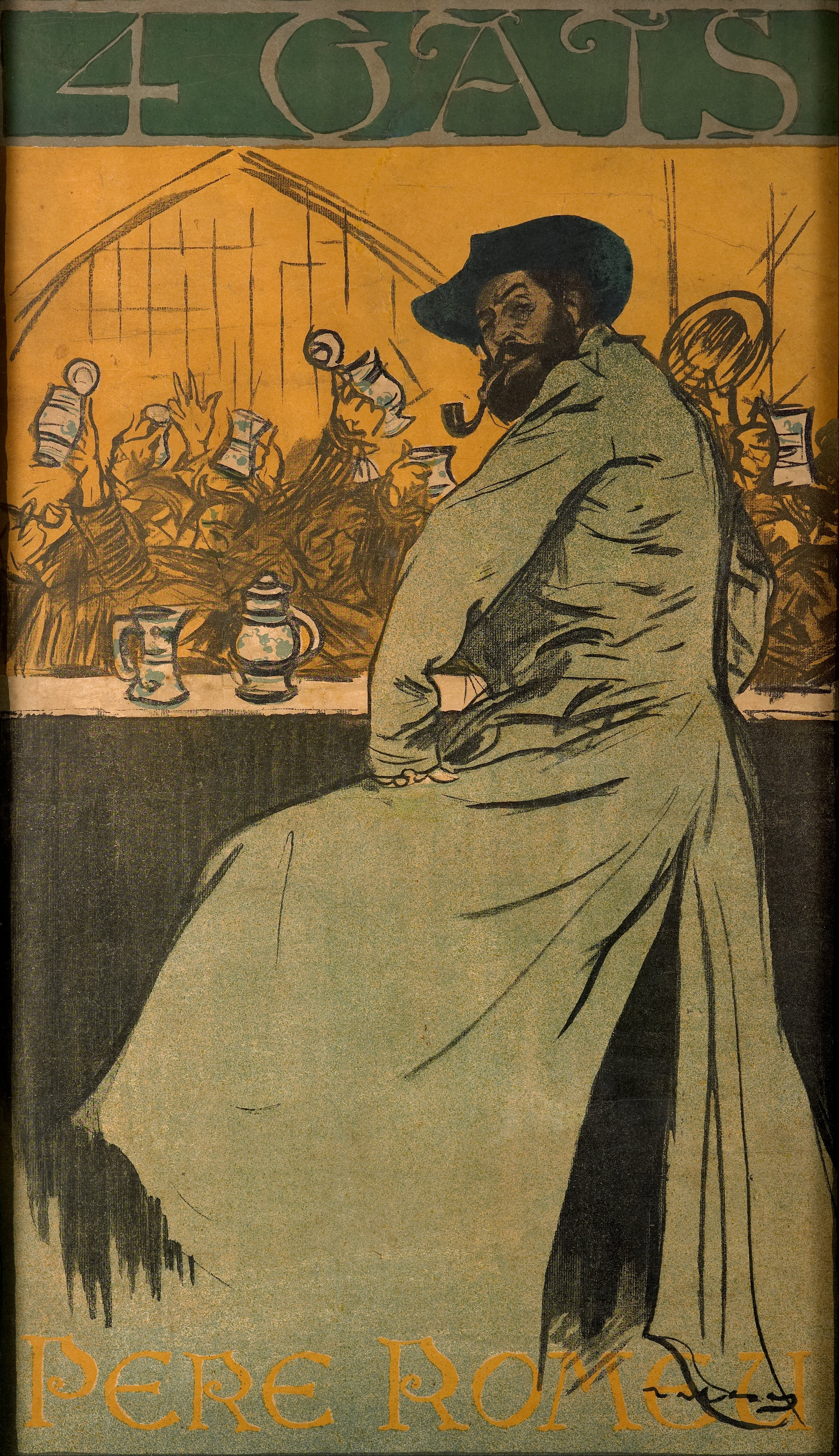
4 Gats (1900),MNAC.
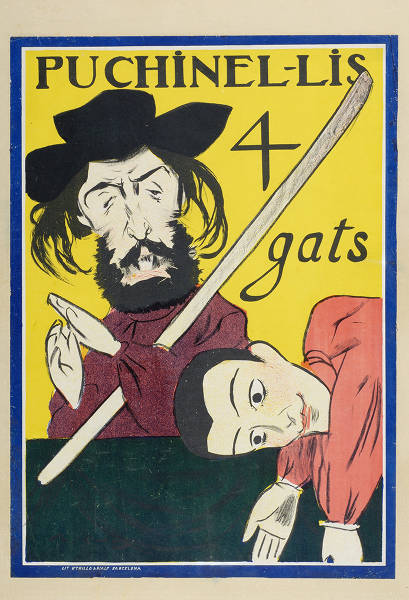
Puchinellis 4 Gats, Barcelone, Centre de Documentació i Museu de les Arts Escèniques.
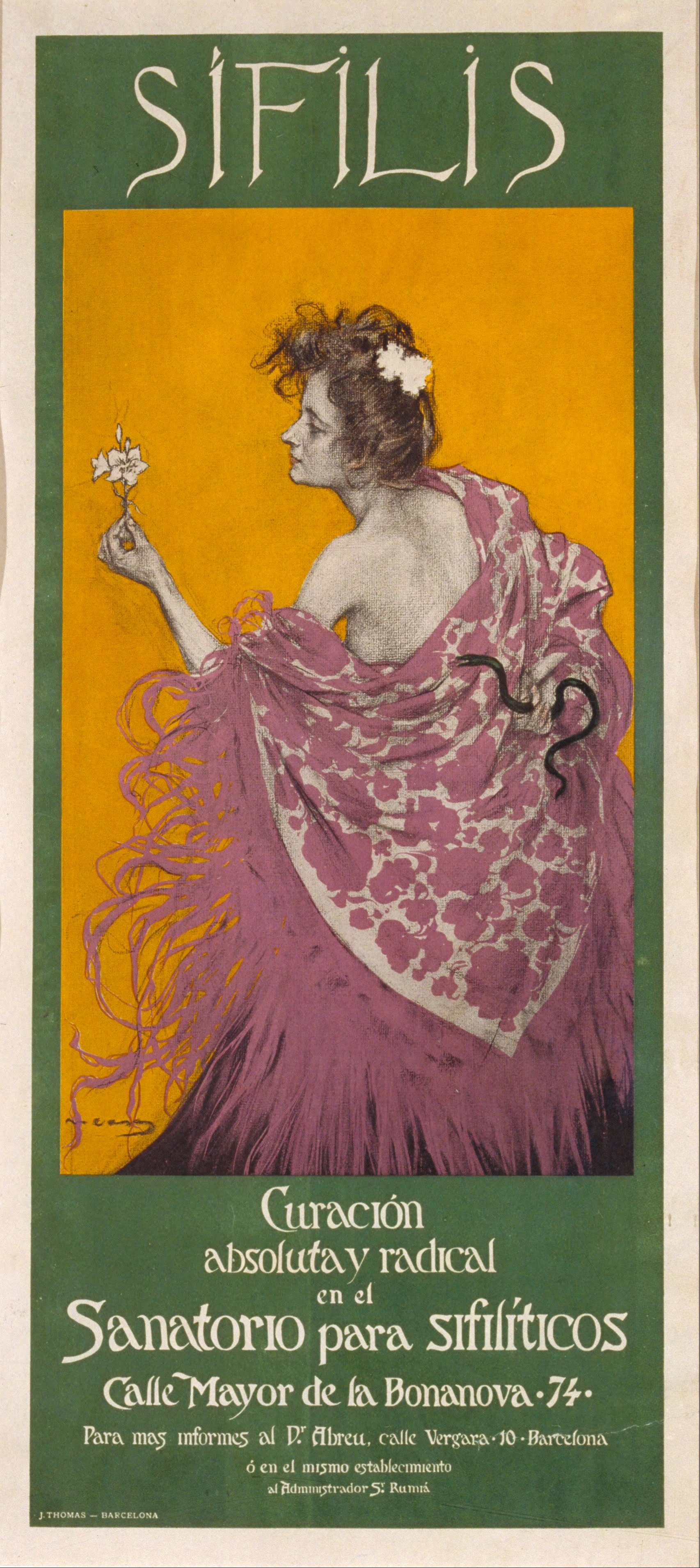
Sífilis (1900), MNAC.